# Associação Juventude de Viana
A Associação Juventude de Viana é um clube desportivo fundado oficialmente a secção de Hóquei em 1977, Viana do Castelo, Portugal.
A principal modalidade praticada no clube é o hóquei em patins.

## Palmarés

### Nacionais
- Campeonato Nacional [2]

4.º: 2013-2014
1.º: 2012-2013 (2ªDiv.)
13.º: 2011-2012
13.º: 2010-2011
2.º: 2009-2010
2.º: 2008-2009
- Taça de Portugal

finalista (1):2005–06
- Supertaça

finalista (1): 2005-2006

### Internacionais
| Ano     | prova europeia | eliminatória     |
| ------- | -------------- | ---------------- |
| 2014/15 | Liga Europeia  |                  |
| 2009/10 | Taça CERS      | Pré-Eliminatória |

- Torneio Internacional Zé Dú

vencedor (1): 2005